# Гусимець Горнунґа
Гусимець Горнунґа (Arabis hornungiana) — вид квіткових рослин родини капустяних (Brassicaceae).

## Біоморфологічна характеристика
Це дворічна чи багаторічна рослина 10–50 см заввишки, світло-зелена й не розгалужена. Нижня частина стебла запушена простими волосками. Листки довгасто-лопатчасті, стеблові — дрібніші, з вушками, прямовисні, загострено-зубчасті. Стручки до 1.5 мм ушир і 35–45 мм завдовжки, з дуже коротким стовпчиком, на коротких квітконіжках, притиснуті до осі суцвіття. Насіння від довгастого до округлого, плесковате й ширококриле, 1.3–1.7 × 1.0–1.2 мм; поверхня гладка, темно-корицево-коричнева. 2n=32.

## Поширення
Країни зростання: Болгарія, Словаччина, Польща, Румунія, Україна, Хорватія. Росте на сонячних скелях, кам'янистих сухих схилах, піщаних ґрунтах.
В Україні росте на скелях та кам'янистих схилах — у Карпатах, дуже рідко (Івано-Франківська обл., Чивчинські гори).